# Mieczysław Czaderski
Mieczysław Feliks Czaderski (ur. 14 stycznia 1895 w Sierszy Wodnej, zm. 18 września 1928 w Karlsbadzie) – podpułkownik dyplomowany Wojska Polskiego, kawaler Orderu Virtuti Militari.

## Życiorys
Urodził się 14 stycznia 1895 w Sierszy Wodnej jako syn Wiktora. Absolwent I Wyższej Szkoły Realnej w Krakowie. W 1911 został studentem na Politechnice w Brnie, w 1914 był na trzecim roku studiów chemii. Działał w Polskich Drużynach Strzeleckich.
Po wybuchu I wojny światowej 1914 wstąpił do Legionów Polskich. Od 1914 do 1918 służył w 1 pułku piechoty w składzie I Brygady. 15 grudnia 1915 otrzymał awans na chorążego piechoty, a 1 listopada 1916 na podporucznika piechoty. Po przejściu pod Rarańczą z lutego 1918 został żołnierzem II Korpusu Polskiego. Brał udział w bitwie pod Kaniowem w maju 1918 został wzięty do niewoli niemieckiej, z której uciekł. Jako oficer byłego Polskiego Korpusu Posiłkowego reskryptem Rady Regencyjnej z 25 października 1918 roku został przydzielony do podległego jej Wojska Polskiego w randze podporucznika.
U kresu wojny w listopadzie 1918 wstąpił do Wojska Polskiego. 2 stycznia 1920 roku rozpoczął studia w Wojennej Szkole Sztabu Generalnego w Warszawie. W połowie kwietnia 1920 roku został skierowany na front celem odbycia praktyki sztabowej. W czasie wojny z bolszewikami był szefem sztabu 16 Pomorskiej Dywizji Piechoty. W okresie od stycznia do września 1921 roku kontynuował naukę na II Kursie Normalnym Wyższej Szkoły Wojennej w Warszawie. 8 października 1921 roku, po ukończeniu kursu i uzyskaniu „pełnych kwalifikacji do pełnienia służby na stanowiskach Sztabu Generalnego” został przydzielony do dowództwa 16 Pomorskiej Dywizji Piechoty w Grudziądzu na stanowisko szefa sztabu. 3 maja 1922 roku został zweryfikowany w stopniu majora ze starszeństwem z dniem 1 czerwca 1919 roku i 431. lokatą w korpusie oficerów piechoty. W latach 1923–1928 był dyrektorem nauk w Doświadczalnym Centrum Wyszkolenia Armii w Rembertowie, pozostając oficerem nadetatowym 4 pułku strzelców podhalańskich w Cieszynie. W 1928 pozostawał w kadrze oficerów piechoty i DCW. 23 stycznia 1928 roku został awansowany na podpułkownika ze starszeństwem z dniem 1 stycznia 1928 roku i 27. lokatą w korpusie oficerów piechoty. Zmarł 18 września 1928 w Karlsbadzie (późniejsze Karlowe Wary) w ówczesnej Pierwszej Republice Czechosłowackiej. Według różnych źródeł został pochowany w Krakowie bądź na Cmentarzu Powązkowskim w Warszawie.

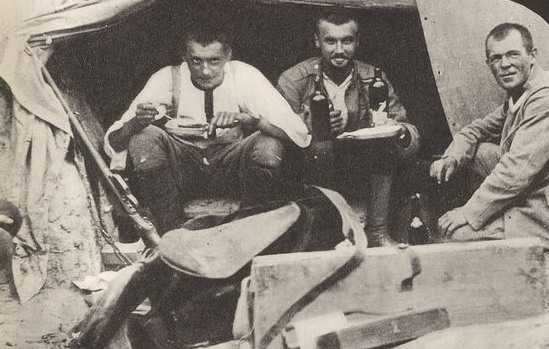
Mieczysław Czaderski (w środku) podczas I wojny światowej

## Ordery i odznaczenia
- Krzyż Srebrny Orderu Wojskowego Virtuti Militari nr 5231 – 28 lutego 1922[10][11]
- Krzyż Niepodległości – pośmiertnie, 19 grudnia 1930 „za pracę w dziele odzyskania niepodległości"[12]
- Krzyż Walecznych – czterokrotnie
- Medal Międzysojuszniczy „Médaille Interalliée”